# Hylands pojkar
Hylands pojkar kallades några unga sportjournalister som gick i skola hos Lennart Hyland. De tog lärdom av hans kunnighet i att hantera medierna och tjänstgjorde framgångsrikt i underhållningsbranschen under flera decennier i slutet av 1900-talet, och i några fall en bra bit in på 2000-talet. De mest namnkunniga är Lars-Gunnar Björklund, Fredrik Belfrage, Ingvar Oldsberg och Tommy Engstrand.